# 浄福寺 (八王子市)
浄福寺（じょうふくじ）は、東京都八王子市にある真言宗智山派の寺院。

## 歴史
文永年間（1264年 - 1275年）、広恵上人によって開山された。広恵上人は当地で行基作と伝えられる千手観音を見つけ、観音堂を設けた。これが当寺の起源である。
大永年間（1521年 - 1527年）、源義仲の末裔を称する大石氏の一族大石道俊には、後継者となる息子がいなかった。そこで当寺の千手観音に祈ったところ、息子を授かることができた。このご利益に感謝し、1525年（大永5年）に僧長尊を招き、当寺を中興した。
1590年（天正18年）、豊臣秀吉の小田原攻めの戦火を免れることができた。江戸時代は14の末寺があったという。
当寺の裏山には、大石氏が築城した浄福寺城がある。

## 交通アクセス
- 路線バス大久保停留所より徒歩1分。